# Gunnar Sønsteby
Gunnar Sønsteby (11 janvier 1918 - 10 mai 2012) est un résistant norvégien de la Seconde Guerre mondiale. Il est considéré comme l'une des plus grandes figures de la Résistance en Norvège.

## Biographie
Gunnar Sønsteby naît le 11 janvier 1918 à Rjukan mais sa famille déménage à Oslo au cours des années 1930.
Le jeune Gunnar n'est âgé que de 21 ans quand la guerre éclate dans le pays le 9 avril 1940, marquant le début de la campagne de Norvège. Il étudie alors les sciences économiques et sociales à Oslo où il travaille parallèlement comme assistant dans un service de comptabilité. L'invasion de la Norvège par les troupes allemandes (opération Weserübung) le décide à s'engager dans les forces armées régulières. Après leur capitulation en juin 1940, il rejoint des unités de résistance qui luttent contre l'occupant et le gouvernement Quisling qui collabore avec l'Allemagne nazie. 
Devenu résistant au sein de Milorg, principal mouvement de la résistance norvégienne, il projette de se rendre en Angleterre pour intégrer un groupe de volontaires, mais des conditions climatiques défavorables l'obligent à renoncer à gagner l'archipel britannique par voie maritime. Pressé de servir la Résistance, il fait mine d'offrir ses services à la police d'État collaborationniste dans le but de recueillir des informations. Il parvient à franchir clandestinement la frontière suédoise à plusieurs reprises pour rejoindre l'ambassade britannique de Stockholm et communiquer avec Londres. À partir de 1942, il opère sous le nom de code Agent 24 au sein de la Special Operations Executive (SOE), service secret britannique créé par Winston Churchill pour encourager la Résistance dans les pays occupés par les troupes hitlériennes. En 1943, il part au Royaume-Uni suivre une formation de parachutiste et de saboteur. Rentré en Norvège à l'issue de cet apprentissage, il devient le contact privilégié des agents de la SOE à l'est du pays. La situation se tend entre Milorg et la SOE à la suite de raids britanniques lancés sur le territoire norvégien qui entraînent une répression féroce des Nazis contre les mouvements de résistance, conduisant à plusieurs arrestations. 
Peu après, Gunnar prend la direction du fameux Gang d'Oslo (Oslogjengen) et coordonne de nombreuses actions de sabotage avec, parmi les plus marquantes, le dynamitage et la destruction du département d'archives du Bureau du travail forcé d'Oslo, chargé d'enrôler de jeunes recrues norvégiennes pour les envoyer combattre sur le front de l'Est. Il est également l'auteur d'un détournement de 75 000 cartes de rationnement à Oslo. Lors du débarquement allié en Normandie, la résistance norvégienne contribuera à bloquer les convois de renforts allemands en sabotant les lignes de chemins de fer. Passé maître dans l'art du déguisement et utilisant une trentaine d'alias et de noms de code, dont Erling Fjeld et Kjakan, Gunnar échappe constamment à la vigilance de l'ennemi. Les Allemands le rechercheront activement sans jamais pouvoir l'arrêter. Il figure en première position sur la liste des personnes les plus recherchées par la Gestapo, bien que celle-ci ignore sa véritable identité jusqu'à la fin de la guerre.
Après la libération du pays en mai 1945, Gunnar Sønsteby et son ami Max Manus, reçoivent la mission d'escorter le roi Haakon VII et sa famille, de retour de leur exil à Londres. Son aide est à nouveau sollicitée par les services de renseignements britanniques et norvégiens, mais il décline leurs propositions de continuer à travailler pour eux. Gunnar part ensuite aux États-Unis où il reprend ses études et obtient un diplôme d'économie à Harvard. Il fait carrière dans l'industrie pétrolière avant de rentrer dans son pays natal pour travailler dans le secteur privé. En 1953, il épouse Anne-Karin Jarlsby avec qui il aura trois filles. Dans ses dernières années, il effectue plusieurs conférences et exposés auprès d'écoles, associations et musées, pour parler de son expérience pendant la guerre et informer les nouvelles générations.
Au cours de sa vie, il reçoit de nombreuses distinctions, dont la British Distinguished Service Order  en 1945, la médaille de la Liberté (U.S. Medal of Freedom) avec palmes d'argent, et la croix de Guerre avec trois épées, un honneur qu'il est le premier citoyen norvégien à recevoir en 1946. En 2008, il est le premier non-américain à être décoré de la United States Special Operations Command Medal (en). Depuis 2007, une statue le représentant avec sa bicyclette est visible sur la place Solli dans la capitale norvégienne.
Il meurt à Oslo le 10 mai 2012, âgé de 94 ans.

## Au cinéma
- 2024 : Nr. 24 , film de John Andreas Andersen retraçant l'histoire de Gunnar Sønsteby durant la Seconde Guerre mondiale[14].